# Cynic Paradise Festival Edition
Cynic Paradise Festival Edition är ett kombinerat set utgivet av metalrockbandet Pain med en CD-skiva som innehåller låtarna från albumet Cynic Paradise från 2008 och en DVD-skiva med videos och liveupptagningar från olika städer i Europa, både inomhuskonserter och utomhus.

## CD
1. I’m Going In
2. Monkey Business
3. Follow Me, med Anette Olzon Nightwish
4. Have A Drink On Me
5. Don’t Care
6. Reach Out (And Regret)
7. Generation X
8. No One Knows
9. Live Fast / Die Young
10. Not Your Kind
11. Feed Us, med Anette Olzon Nightwish

## DVD
1. Zombie Slam (Ludvikafesten, Ludvika, Sverige 2008-06-27)
2. Shut Your Mouth (Ludvikafesten, Ludvika, Sverige 2008-06-27)
3. Suicide Machine (Ludvikafesten, Ludvika, Sverige 2008-06-27)
4. Dancing With The Dead (Sundown Festival, Abtsgmünd, Tyskland 2008-05-02)
5. Walking On Glass (Sundown Festival, Abtsgmünd, Tyskland 2008-05-02)
6. Stay Away (Sundown Festival, Abtsgmünd, Tyskland 2008-05-02)
7. Bitch (Sundown Festival, Abtsgmünd, Tyskland 2008-05-02)
8. Shut Your Mouth (Hammersound fest, Moskva, Ryssland 2007-05-20)
9. Eleanor Rigby (Media Park, Ljubljana, Slovenien 2007-10-24)
10. Nailed To The Ground (Media Park, Ljubljana, Slovenien 2007-10-24)
11. Same Old Song (Metal Camp, Tolmin, Slovenien 2007-07-18)
12. End Of The Line – Ruisrock (Ruisrock, Turku, Finland 2007-07-06)
13. Supersonic Bitch (Ruisrock, Turku, Finland 2007-07-06)
14. On And On (Pushkin Drive, St Petersburg, Ryssland 2007-07-07)
15. Same Old Song (kRock u Maybutne, Kherson, Ukraina 2008-08-31)
16. On And On (kRock u Maybutne, Kherson, Ukraina 2008-08-31)
17. Eleanor Rigby (kRock u Maybutne, Kherson, Ukraina 2008-08-31)
18. Clouds Of Ecstasy (kRock u Maybutne, Kherson, Ukraina 2008-08-31)
19. Zombie Slam – video 2007
20. Follow Me – video 2008
21. Feed Us – video 2008
22. Monkey Business – video 2009